# Boris Nikolajewitsch Jussupow

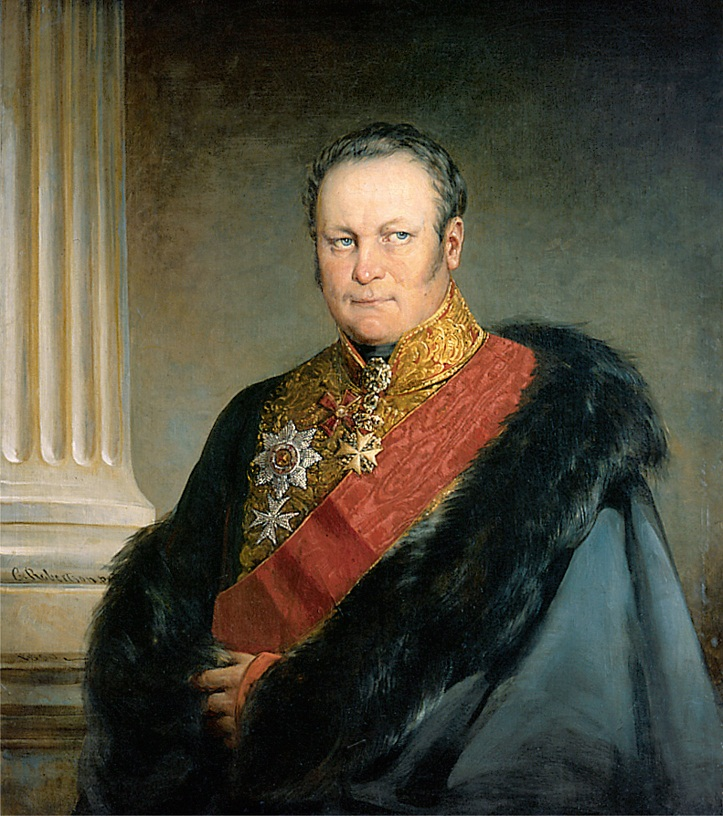
Boris Nikolajewitsch Jussupow

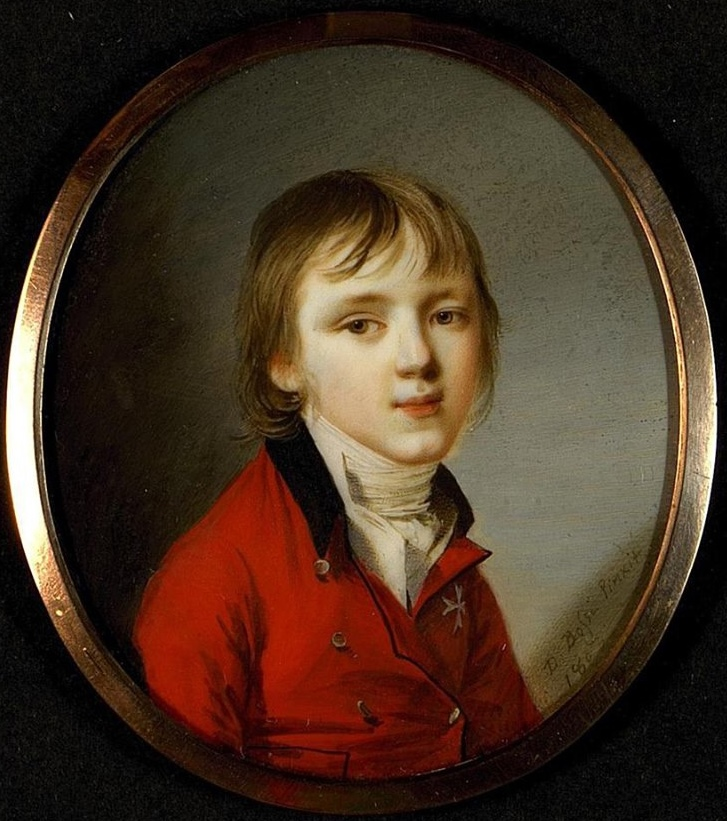
Boris Nikolajewitsch Jussupow als Kind

Fürst Boris Nikolajewitsch Jussupow (russisch Борис Николаевич Юсупов; * 9. Juli 1794; † 25. Oktober 1849 in Sankt Petersburg) war ein russischer Politiker, Kammerherr und Zeremonienmeister.

## Leben
Er war Angehöriger des russischen Hochadelsgeschlechtes Jussupow. Seine Eltern waren Fürst Nikolai Borissowitsch Jussupow (* 1750; † 1831) und Fürstin Tatjana Wassiljewna Jussupowa (* 1769; † 1841), aus dem deutschbaltischen Adelsgeschlecht Engelhardt. Er war Neffe von Wassili Wassiljewitsch Engelhardt und Alexandra Branicka und Großneffe des Fürsten Grigori Alexandrowitsch Potjomkin. Boris Nikolajewitsch Jussupow diente nach Abschluss seiner Schulzeit als Zeremonienmeister des kaiserlichen Hofes, war Abgeordneter der russischen Adelsversammlung und Mitglied des Finanzministeriums. Am 10. April 1847 erhielt er durch Beschluss des Heroldamtes des dirigierenden Senats die Bestätigung des russischen Fürstenstandes. 1848 wurde ihm der Titel eines Kammerherrn verliehen. Boris Nikolajewitsch Jussupow starb am 25. Oktober 1849 an Fleckfieber.

## Familie
Boris Nikolajewitsch Jussupow war in erster Ehe seit 1815 mit Praskovja Pawlowna Jussupowa (* 1795; † 1820) und in zweiter Ehe seit 1827 mit Sinaida Iwanowna Jussupowa (* 1809; † 1893) verheiratet. Sein Sohn war Fürst Nikolai Borissowitsch Jussupow (* 1827; † 1891) und seine Enkelin Fürstin Sinaida Nikolajewna Jussupowa.

## Auszeichnungen
- Orden der Heiligen Anna, 1. und 2. Klasse
- Orden des Heiligen Wladimir,  3. Klasse
- Orden des Heiligen Stanislaus, 1. Klasse
- Orden des Heiligen Johannes von Jerusalem